# Élections municipales de 1971 à Marseille
Des élections municipales ont lieu à Marseille les 14 et 21 mars 1971.
Gaston Defferre, maire de Marseille depuis 1953, est réélu pour un quatrième mandat à la tête d'une majorité qui allie socialistes et modérés de la droite non-gaulliste face à Georges Lazzarino du PCF, et Joseph Comiti, gaulliste.

## Mode de scrutin
Depuis 1965, les conseillers municipaux au scrutin de liste majoritaire dans le cadre de huit secteurs : la liste gagnante remporte la totalité des sièges du secteur. Pour l'emporter, une liste doit recueillir la majorité absolue des suffrages exprimés au premier tour ou la majorité relative au second.
| Secteur     | I  | II | III | IV | V | VI | VII | VIII | Total |
| ----------- | -- | -- | --- | -- | - | -- | --- | ---- | ----- |
| Conseillers | 10 | 8  | 9   | 9  | 7 | 6  | 7   | 7    | 63    |

## Candidats

### Gaston Defferre
Gaston Defferre est maire de Marseille depuis 1953, à la tête d'une coalition de socialistes et modérés. Il se représente en 1971 à la tête de listes « Union pour l'avenir de Marseille » qui comptent, en plus de socialistes, des membres du Centre démocrate, du Parti radical, de la Convention des institutions républicaines et des sans étiquette. Les socialistes qui, en 1965, avaient fait dissidence pour se présenter avec les communistes sont cette fois fidèles au Parti socialiste.
| Secteur       | Tête de liste     | Parti | Parti | Commentaire |
| ------------- | ----------------- | ----- | ----- | ----------- |
| Ier (1/4)     | Jacques Rastoin   |       | CNI   |             |
| IIe (2/3)     | Robert Vigouroux  |       | PS    |             |
| IIIe (6/7)    | Gaston Defferre   |       | PS    |             |
| IVe (8/9)     | Étienne Girbal    |       | CNI   |             |
| Ve (5/10)     | Irma Rapuzzi      |       | PS    |             |
| VIe (11/12)   | Francis Leenhardt |       | PS    |             |
| VIIe (13/14)  | Jean Masse        |       | PS    |             |
| VIIIe (15/16) | Jean-Claude Guidi |       | PS    |             |

### Georges Lazzarino
En 1965, les communistes se sont présentés face à Gaston Defferre en sein d'une « Union des forces démocratiques » comprenant des socialistes dissidents refusant l'alliance avec la droite.
En 1971, ils se présentent cette fois seuls sous la candidature de Georges Lazzarino.
| Secteur       | Tête de liste     | Parti | Parti | Commentaire |
| ------------- | ----------------- | ----- | ----- | ----------- |
| Ier (1/4)     | Michel Liberman   |       | PCF   |             |
| IIe (2/3)     | Paul Cermolacce   |       | PCF   |             |
| IIIe (6/7)    | Maurice Fabre     |       | PCF   |             |
| IVe (8/9)     | Pierre Laugier    |       | PCF   |             |
| Ve (5/10)     | Pierre Doize      |       | PCF   |             |
| VIe (11/12)   | Marcel Tassy      |       | PCF   |             |
| VIIe (13/14)  | Roger Donadio     |       | PCF   |             |
| VIIIe (15/16) | Georges Lazzarino |       | PCF   |             |

### Joseph Comiti
Comme en 1965, Joseph Comiti (alors secrétaire d'État à la Jeunesse et aux Sports) prend la tête des listes « Contrat pour Marseille » du parti gaulliste.
| Secteur       | Tête de liste     | Parti | Parti | Commentaire |
| ------------- | ----------------- | ----- | ----- | ----------- |
| Ier (1/4)     | Joseph Comiti     |       | UDR   |             |
| IIe (2/3)     | Donat Tafani      |       | UDR   |             |
| IIIe (6/7)    | Félicien Grimaldi |       | UDR   |             |
| IVe (8/9)     | Pierre Lucas      |       | UDR   |             |
| Ve (5/10)     | Robert Gardeil    |       | RI    |             |
| VIe (11/12)   | Henri Arnaud      |       | UDR   |             |
| VIIe (13/14)  | Antoine Tafani    |       | UDR   |             |
| VIIIe (15/16) | Raoul Jeanjean    |       | UDR   |             |

## Résultats
| Tête de liste  | Tête de liste     | Partis              | Premier tour | Premier tour | Second tour | Second tour | Sièges | Sièges |
| Tête de liste  | Tête de liste     | Partis              | #            | %            | #           | %           | #      | %      |
| -------------- | ----------------- | ------------------- | ------------ | ------------ | ----------- | ----------- | ------ | ------ |
|                | Gaston Defferre   | PS-CD-Rad.-CIR-CNI  | 114 382      | 44,22 %      | 126 936     | 50,51 %     | 56     | 88,9 % |
|                | Georges Lazzarino | PCF                 | 71 725       | 27,73 %      | 59 466      | 23,66%      | 7      | 11,1 % |
|                | Joseph Comiti     | UDR                 | 69 911       | 27,03 %      | 64 899      | 26,83 %     |        |        |
|                | Henri Birri       | Gaulliste de gauche | 2 095        | 0,81 %       |             |             |        |        |
|                | Henry Moreau      | EXD                 | 530          | 0,20 %       |             |             |        |        |
| Inscrits       | Inscrits          | Inscrits            | 447 128      | 100 %        | 405 294     | 100 %       | 63     | 100 %  |
| Abstention     | Abstention        | Abstention          | 183 151      | 41 %         | 150 118     |             |        |        |
| Votants        | Votants           | Votants             | 263 977      | 59 %         | 255 176     | 62,96 %     |        |        |
| Blancs et nuls | Blancs et nuls    | Blancs et nuls      | 7 429        | 2,81 %       | 3 875       |             |        |        |
| Exprimés       | Exprimés          | Exprimés            | 256 548      | 97,19 %      | 251 301     |             |        |        |

Les résultats sont une victoire pour Gaston Defferre, largement réélu. Les gaullistes augmentent leur score alors que les communistes sont en net recul, même s'ils parviennent à gagner le VIIIe secteur dès le premier tour.

## Résultat par secteur

### Iersecteur (1eret 4earrondissements)
|          | Jacques Rastoin | Union pour l'avenir de Marseille CNI-PS-CD-PRS         | 16 887 | 45,40 %  | 20 757 | 49,96 %  |  |  |
|          | Joseph Comiti   | Contrat pour Marseille UDR-RI-CDP                      | 12 441 | 33,45 %  | 13 322 | 32,07 %  |  |  |
|          | Michel Liberman | Union démocratique PCF                                 | 7 441  | 20,01 %  | 7 466  | 17,97 %  |  |  |
|          | Ange Massoni    | Union démocratique pour la défense de la Ve République | 424    | 1,14 %   |        |          |  |  |
|          |                 |                                                        |        |          |        |          |  |  |
| Inscrits | Inscrits        | Inscrits                                               | 66 998 | 100,00 % | 67 000 | 100,00 % |  |  |
| Votants  | Votants         | Votants                                                | 37 993 | 56,71 %  | 42 208 | 63,00 %  |  |  |
| Exprimés | Exprimés        | Exprimés                                               | 37 193 | 55,51 %  | 41 545 | 62,01 %  |  |  |

### IIesecteur (2eet 3earrondissements)
|          | Robert Vigouroux | Union pour l'avenir de Marseille PS-CNI-CD-PRS | 12 541 | 41,67 %  | 15 000 | 46,26 %  |  |  |
|          | Paul Cermolacce  | Union démocratique PCF                         | 10 364 | 34,43 %  | 10 736 | 33,11 %  |  |  |
|          | Donat Tafani     | Contrat pour Marseille UDR-RI-CDP              | 7 193  | 23,90 %  | 6 692  | 20,64 %  |  |  |
|          |                  |                                                |        |          |        |          |  |  |
| Inscrits | Inscrits         | Inscrits                                       | 54 766 | 100,00 % | 54 767 | 100,00 % |  |  |
| Votants  | Votants          | Votants                                        | 30 772 | 56,19 %  | 32 905 | 60,08 %  |  |  |
| Exprimés | Exprimés         | Exprimés                                       | 30 098 | 54,96 %  | 32 428 | 59,21 %  |  |  |

### IIIesecteur (6eet 7earrondissements)
|          | Gaston Defferre   | Union pour l'avenir de Marseille PS-CNI-CD-PRS | 18 752 | 49,45 %  | 21 991 | 54,70 %  |  |  |
|          | Félicien Grimaldi | Contrat pour Marseille UDR-RI-CDP              | 11 527 | 30,40 %  | 11 431 | 28,43 %  |  |  |
|          | Maurice Fabre     | Union démocratique PCF                         | 7 111  | 18,75 %  | 6 783  | 16,87 %  |  |  |
|          | Henry Moreau      | Présence de Marseille                          | 530    | 1,40 %   |        |          |  |  |
|          |                   |                                                |        |          |        |          |  |  |
| Inscrits | Inscrits          | Inscrits                                       | 66 129 | 100,00 % | 66 130 | 100,00 % |  |  |
| Votants  | Votants           | Votants                                        | 38 678 | 58,49 %  | 40 842 | 61,76 %  |  |  |
| Exprimés | Exprimés          | Exprimés                                       | 37 920 | 57,34 %  | 40 205 | 60,80 %  |  |  |

### IVesecteur (8eet 9earrondissements)
|          | Étienne Girbal | Union pour l'avenir de Marseille CNI-PS-CD-PRS         | 18 848 | 47,29 %  | 22 459 | 52,76 %  |  |  |
|          | Pierre Lucas   | Contrat pour Marseille UDR-RI-CDP                      | 12 800 | 32,12 %  | 12 657 | 29,73 %  |  |  |
|          | Pierre Laugier | Union démocratique PCF                                 | 7 694  | 19,30 %  | 7 456  | 17,51 %  |  |  |
|          | Lucien Le Gal  | Union démocratique pour la défense de la Ve République | 513    | 1,29 %   |        |          |  |  |
|          |                |                                                        |        |          |        |          |  |  |
| Inscrits | Inscrits       | Inscrits                                               | 66 244 | 100,00 % | 66 245 | 100,00 % |  |  |
| Votants  | Votants        | Votants                                                | 40 663 | 61,38 %  | 43 220 | 65,24 %  |  |  |
| Exprimés | Exprimés       | Exprimés                                               | 39 855 | 60,16 %  | 42 572 | 64,26 %  |  |  |

### Vesecteur (5eet 10earrondissements)
|          | Irma Rapuzzi   | Union pour l'avenir de Marseille PS-CNI-CD-PRS | 14 661 | 44,31 %  | 17 422 | 49,13 %  |  |  |
|          | Pierre Doize   | Union démocratique PCF                         | 9 351  | 28,26 %  | 9 516  | 26,84 %  |  |  |
|          | Robert Gardeil | Contrat pour Marseille RI-UDR-CDP              | 9 076  | 27,43 %  | 8 523  | 24,03 %  |  |  |
|          |                |                                                |        |          |        |          |  |  |
| Inscrits | Inscrits       | Inscrits                                       | 56 625 | 100,00 % | 56 623 | 100,00 % |  |  |
| Votants  | Votants        | Votants                                        | 33 805 | 59,70 %  | 36 014 | 63,60 %  |  |  |
| Exprimés | Exprimés       | Exprimés                                       | 33 088 | 58,43 %  | 35 461 | 62,63 %  |  |  |

### VIesecteur (11eet 12earrondissements)
|          | Francis Leenhardt     | Union pour l'avenir de Marseille PS-CNI-CD-PRS         | 11 084 | 43,06 %  | 13 244 | 48,48 %  |  |  |
|          | Marcel Tassy          | Union démocratique PCF                                 | 7 483  | 29,07 %  | 7 610  | 27,86 %  |  |  |
|          | Henri Arnaud          | Contrat pour Marseille UDR-RI-CDP                      | 6 779  | 26,33 %  | 6 465  | 23,66 %  |  |  |
|          | Georges Kodjagueuzian | Union démocratique pour la défense de la Ve République | 396    | 1,54 %   |        |          |  |  |
|          |                       |                                                        |        |          |        |          |  |  |
| Inscrits | Inscrits              | Inscrits                                               | 42 722 | 100,00 % | 42 724 | 100,00 % |  |  |
| Votants  | Votants               | Votants                                                | 26 304 | 61,57 %  | 27 760 | 64,98 %  |  |  |
| Exprimés | Exprimés              | Exprimés                                               | 25 742 | 60,25 %  | 27 319 | 63,94 %  |  |  |

### VIIesecteur (13eet 14earrondissements)
|          | Jean Masse     | Union pour l'avenir de Marseille PS-CNI-CD-PRS         | 14 101 | 46,01 %  | 16 063 | 50,56 %  |  |  |
|          | Roger Donadio  | Union démocratique PCF                                 | 9 871  | 31,21 %  | 9 899  | 31,16 %  |  |  |
|          | Antoine Tafani | Contrat pour Marseille UDR-RI-CDP                      | 5 912  | 19,29 %  | 5 809  | 18,28 %  |  |  |
|          | Henri Birri    | Union démocratique pour la défense de la Ve République | 762    | 2,49 %   |        |          |  |  |
|          |                |                                                        |        |          |        |          |  |  |
| Inscrits | Inscrits       | Inscrits                                               | 51 806 | 100,00 % | 51 805 | 100,00 % |  |  |
| Votants  | Votants        | Votants                                                | 31 244 | 60,31 %  | 32 227 | 62,21 %  |  |  |
| Exprimés | Exprimés       | Exprimés                                               | 30 646 | 59,15 %  | 31 771 | 61,33 %  |  |  |

### VIIIesecteur (15eet 16earrondissements)
|          | Georges Lazzarino | Union démocratique PCF                         | 12 410 | 51,49 %  |  |  |
|          | Jean-Claude Guidi | Union pour l'avenir de Marseille PS-CNI-CD-PRS | 7 508  | 31,15 %  |  |  |
|          | Raoul Jeanjean    | Contrat pour Marseille UDR-RI-CDP              | 4 183  | 17,36 %  |  |  |
|          |                   |                                                |        |          |  |  |
| Inscrits | Inscrits          | Inscrits                                       | 41 838 | 100,00 % |  |  |
| Votants  | Votants           | Votants                                        | 24 518 | 58,60 %  |  |  |
| Exprimés | Exprimés          | Exprimés                                       | 24 101 | 57,60 %  |  |  |